# Mac OS 9
Mac OS 9 è la nona e ultima major release di Classic Mac OS, sistema operativo di Apple precursore di macOS. Presentato il 23 ottobre 1999 come un "co-pilota in Internet", rimpiazza Mac OS 8 e la sua commercializzazione è focalizzata sull'introduzione diversi web service. Pur peccando di importanti mancanze quali la protezione della memoria e il multitasking preemptive, Mac OS 9 introduce comunque alcune funzionalità rilevanti come la multiutenza e un'utility per eseguire l'aggiornamento software.
Sostituito con Mac OS X Cheetah, Apple ha comunque garantito la sua retrocompatibilità con le successive versioni del suo sistema operativo. 

## Funzionalità
Tra le oltre 50 novità dichiarate, Mac OS 9 introduce:
- Sherlock 2[1] consente di effettuare ricerche anche sul World Wide Web, interfacciandosi con i motori di ricerca[3] e con IMDb.[4]
- iTools[1] (evoluto sulle versioni successive in .Mac, poi MobileMe e infine iCloud), un web service suddiviso in:[5]
  - KidSafe, un filtro famiglia;
  - Mac.com, servizio di posta elettronica con l'omonimo Domain Name System;
  - iDisk, file hosting tramite cloud storage che mette a disposizione 20 MB sui server di Apple;
  - Homepage, che consente di creare un semplice blog.
- Multiutenza, in sostituzione di At Ease.[6]
- Password Impronta Vocale.[6]
- Accesso Portachiavi, una funzionalità che consente agli utenti di salvare password e dati testuali crittografati in portachiavi protetti.[6]
- Aggiornamento Software per il download e l'installazione automatici degli aggiornamenti del software di sistema Apple.[6]
- Un pannello di controllo audio riprogettato e supporto per l'audio USB.
- Speakable Items 2.0, noto anche come PlainTalk, con sintesi vocale e riconoscimento migliorati insieme all'integrazione di AppleScript.
- Gestione dei caratteri migliorata tramite FontSync.
- Remote Access Personal Server 3.5, incluso il supporto per client TCP/IP su PPP.
- Una versione aggiornata di AppleScript con supporto per TCP/IP.[6]
- Condivisione di file personali su TCP/IP.[6]
- Condivisione stampante USB, un pannello di controllo che consente di condividere determinate stampanti USB su una rete TCP/IP.
- Crittografia dei file a 128 bit nel Finder.[6]
- Supporto ai file più grandi di 2 GB.
- Supporto all'Unix File System.

## Versioni
| Versione | Data            | Changelog | Nome in codice | Preinstallato su                                   | Distribuzione              |
| -------- | --------------- | --- | -------------- | -------------------------------------------------- | -------------------------- |
| 9.0      | 24 ottobre 1999 | - Release to Manufacturing | Sonata         | iMac G3                                            | 99 USD                     |
| 9.0.2    | febbraio 2000   | - Bug fix | N.D.           | PowerBook (FireWire)                               | PowerBook (FireWire)       |
| 9.0.3    | marzo 2000      | - Bug fix | N.D.           | iMac/iMac DV/iMac DV SE                            | iMac/iMac DV/iMac DV SE    |
| 9.0.4    | 4 aprile 2000   | - Miglioramenti relativi USB e FireWire - Bug fix                                                                                | Minuet         | iMac G3 (slot loading)                             | Aggiornamento gratuito     |
| 9.1      | 9 gennaio 2001  | - Masterizzazione dei CD nel Finder - Menu "Finestre" nel Finder - Unità di gestione della memoria - Miglioramenti prestazionali | Fortissimo     | iBook 14 inch and 12 inch                          | Aggiornamento gratuito     |
| 9.2      | 18 giugno 2001  | - G3 processor as minimum system requirement - Miglioramenti prestazionali - Ottimizzazione per Classic                          | Moonlight      | Power Mac G4 (QuickSilver)                         | Power Mac G4 (QuickSilver) |
| 9.2.1    | 21 agosto 2001  | - Bug fix | Limelight      | iBook (Fine 2001), PowerBook G4 (Gigabit Ethernet) | Aggiornamento gratuito     |
| 9.2.2    | 5 dicembre 2001 | - Ottimizzazione per Classic | LU1            | eMac                                               | Aggiornamento gratuito     |

L'unica versione ad essere stata commercializzata è stata la 9.0: le 9.0.4, 9.1, 9.2.1 e 9.2.2 sono sia state preinstallate su alcuni nuovi Mac che distribuite sotto forma di aggiornamento, mentre le 9.0.2, 9.0.3 e 9.2 non sono state rese disponibili su tutti i dispositivi ma soltanto ove preinstallate.

## Compatibilità

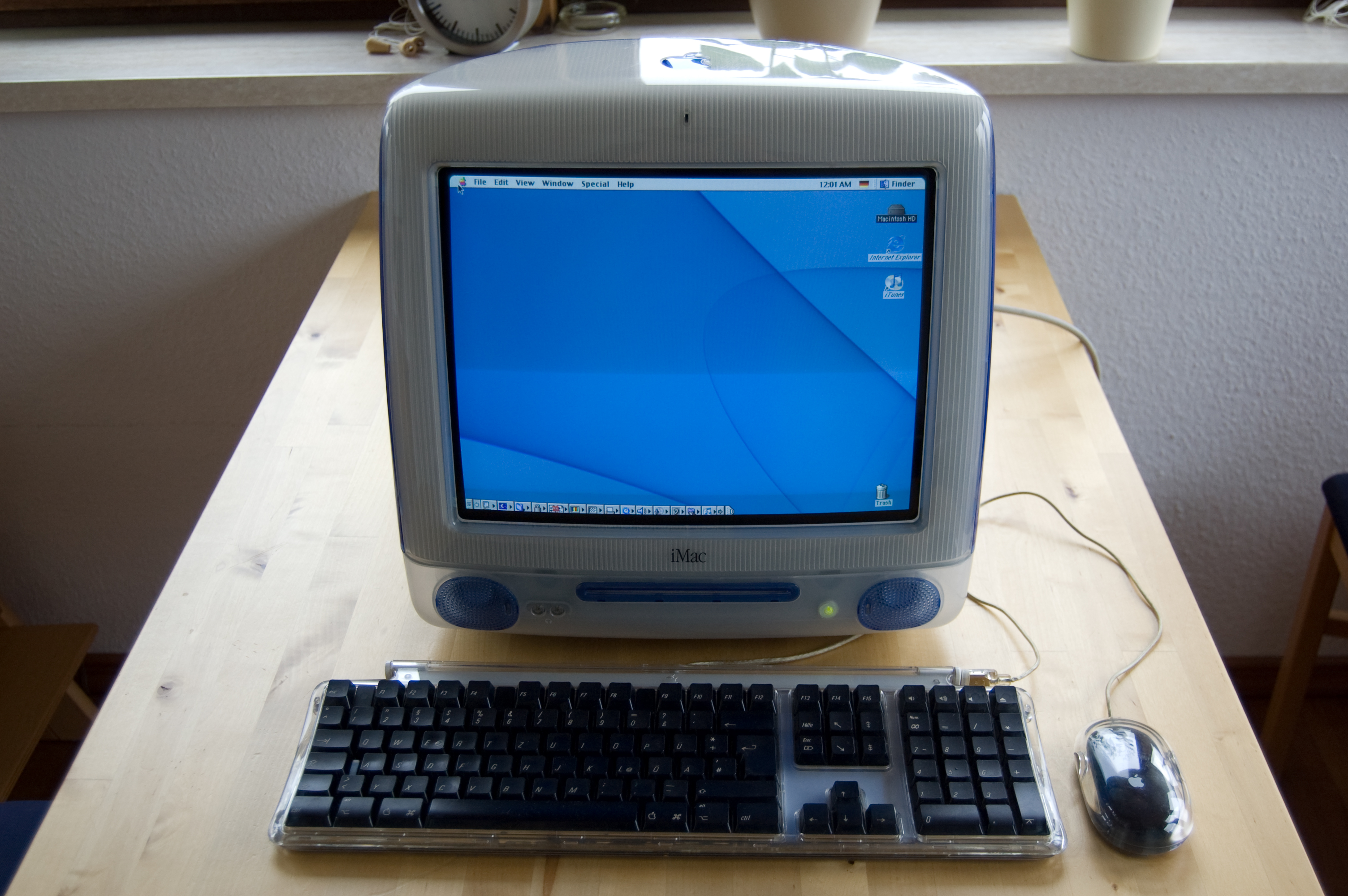
Mac OS 9 su un iMac G3

Gli ultimi Mac in grado di eseguire nativamente il sistema operativo sono stati il PowerBook G4 Titanium di fine 2002 e il Power Mac G4 Mirrored Drive Doors, messo in commercio nell'agosto 2002 e riproposto nel giugno 2003 a causa della richiesta di macchine che eseguissero Mac OS 9. Entrambi venivano configurati in dual boot, con macOS impostato di default. Apple continuò a distribuire sui nuovi Mac il sistema operativo fino al 2004, nonostante il supporto software fosse stato interrotto tre anni prima. Mac OS 9 è installabile su tutti i Mac con PowerPC G3, su parte dei G4 (quasi tutti quelli con clock inferiore a 1 GHz) e su nessuno dei G5 (successivi alla sua messa in vendita).
| Macintosh Model                          | 9.0                           | 9.1                                                       | 9.2.1                         | 9.2.2                         |
| ---------------------------------------- | ----------------------------- | --------------------------------------------------------- | ----------------------------- | ----------------------------- |
| Power Macintosh 6100                     | Sì                            | Sì: deve essere installato dal CD                         | No                            | No                            |
| Power Macintosh 7100                     | Sì                            | Sì: deve essere installato dal CD                         | No                            | No                            |
| Power Macintosh 8100                     | Sì                            | Sì: deve essere installato dal CD                         | No                            | No                            |
| PowerBook 2300                           | Sì                            | Sì                                                        | No                            | No                            |
| PowerBook 2400c                          | Sì                            | Sì                                                        | No                            | No                            |
| PowerBook 5300                           | Sì                            | Sì                                                        | No                            | No                            |
| PowerBook 1400                           | Sì                            | Parziale: Password Security unsupported                   | No                            | No                            |
| PowerBook 3400                           | Sì                            | Sì: il driver del disco rigido non deve essere aggiornato | No                            | No                            |
| Power Macintosh 5200 LC                  | Sì                            | Sì                                                        | No                            | No                            |
| Power Macintosh 5300 LC                  | Sì                            | Sì                                                        | No                            | No                            |
| Power Macintosh 5500                     | Sì                            | Sì                                                        | No                            | No                            |
| Power Macintosh 4400                     | Sì                            | Sì                                                        | No                            | No                            |
| Power Macintosh 6200                     | Sì                            | Sì                                                        | No                            | No                            |
| Power Macintosh 6300                     | Sì                            | Sì                                                        | No                            | No                            |
| Power Macintosh 6400                     | Sì                            | Sì                                                        | No                            | No                            |
| Power Macintosh 6500                     | Sì                            | Sì                                                        | No                            | No                            |
| Power Macintosh 7200                     | Sì                            | Sì                                                        | No                            | No                            |
| Power Macintosh 7300                     | Sì                            | Sì                                                        | No                            | No                            |
| Power Macintosh 7500                     | Sì                            | Sì                                                        | No                            | No                            |
| Power Macintosh 8500                     | Sì                            | Sì                                                        | No                            | No                            |
| Power Macintosh 7600                     | Sì                            | Sì                                                        | No                            | No                            |
| Power Macintosh 8600                     | Sì                            | Sì                                                        | No                            | No                            |
| Power Macintosh 9600                     | Sì                            | Sì                                                        | No                            | No                            |
| Twentieth Anniversary Macintosh          | Sì                            | Sì                                                        | No                            | No                            |
| PowerBook G3                             | Sì                            | Sì                                                        | No                            | No                            |
| Serie PowerBook G3                       | Sì                            | Sì                                                        | Sì                            | Sì                            |
| PowerBook (FireWire)                     | Sì: solo la versione dedicata | Sì                                                        | Sì                            | Sì                            |
| PowerBook G4                             | No                            | Sì: solo la versione dedicata                             | Sì                            | Sì                            |
| PowerBook G4 (Gigabit Ethernet)          | No                            | No                                                        | Sì: solo la versione dedicata | Sì                            |
| PowerBook G4 (DVI)                       | No                            | No                                                        | No                            | Sì: solo la versione dedicata |
| PowerBook G4 (1 GHz/867 MHz)             | No                            | No                                                        | No                            | Sì: solo la versione dedicata |
| PowerBook G4 (12")                       | No                            | No                                                        | No                            | Parziale: solo con Classic    |
| PowerBook G4 (17")                       | No                            | No                                                        | No                            | Parziale: solo con Classic    |
| PowerBook G4 (12" DVI)                   | No                            | No                                                        | No                            | Parziale: solo con Classic    |
| PowerBook G4 (12" 1.33 GHz)              | No                            | No                                                        | No                            | Parziale: solo con Classic    |
| PowerBook G4 (12" 1.5 GHz)               | No                            | No                                                        | No                            | Parziale: solo con Classic    |
| PowerBook G4 (15" FW 800)                | No                            | No                                                        | No                            | Parziale: solo con Classic    |
| PowerBook G4 (15" 1.5/1.33 GHz)          | No                            | No                                                        | No                            | Parziale: solo con Classic    |
| PowerBook G4 (17" 1.33 GHz)              | No                            | No                                                        | No                            | Parziale: solo con Classic    |
| PowerBook G4 (17" 1.5 GHz)               | No                            | No                                                        | No                            | Parziale: solo con Classic    |
| iBook                                    | Sì                            | Sì                                                        | Sì                            | Sì                            |
| iBook (FireWire)                         | Sì: solo la versione dedicata | Sì                                                        | Sì                            | Sì                            |
| iBook (Dual USB)                         | No                            | Sì: solo la versione dedicata                             | Sì                            | Sì                            |
| iBook (Fine 2001)                        | No                            | Sì: solo la versione dedicata                             | Sì                            | Sì                            |
| iBook (14.1 LCD)                         | No                            | No                                                        | Parziale: solo con Classic    | Sì                            |
| iBook (16 VRAM)                          | No                            | No                                                        | Parziale: solo con Classic    | Sì                            |
| iBook (Opaco 16 VRAM)                    | No                            | No                                                        | Parziale: solo con Classic    | Sì                            |
| iBook (32 VRAM)                          | No                            | No                                                        | Parziale: solo con Classic    | Sì                            |
| iBook (14.1 LCD 32 VRAM)                 | No                            | No                                                        | Parziale: solo con Classic    | Sì                            |
| iBook (Inizio 2003)                      | No                            | No                                                        | Parziale: solo con Classic    | Sì: solo la versione dedicata |
| iBook G4                                 | No                            | No                                                        | Parziale: solo con Classic    | Parziale: solo con Classic    |
| iBook G4 (14")                           | No                            | No                                                        | Parziale: solo con Classic    | Parziale: solo con Classic    |
| iBook G4 (Inizio 2004)                   | No                            | No                                                        | Parziale: solo con Classic    | Parziale: solo con Classic    |
| Power Macintosh G3 All-In-One            | Sì                            | Sì                                                        | Sì                            | Sì                            |
| Power Macintosh G3                       | Sì                            | Sì                                                        | Sì                            | Sì                            |
| Power Macintosh G3 (Blue and White)      | Sì                            | Sì                                                        | Sì                            | Sì                            |
| iMac G3                                  | Sì                            | Sì                                                        | Sì                            | Sì                            |
| iMac G3 (266 MHz, 333 MHz)               | Sì                            | Sì                                                        | Sì                            | Sì                            |
| iMac G3 (Slot Loading)                   | Sì                            | Sì                                                        | Sì                            | Sì                            |
| iMac G3 (Estate 2000)                    | Sì: solo la versione dedicata | Sì                                                        | Sì                            | Sì                            |
| iMac G3 (Inizio 2001)                    | No                            | Sì: solo la versione dedicata                             | Sì                            | Sì                            |
| iMac G3 (Estate 2001)                    | No                            | Sì: solo la versione dedicata                             | Sì                            | Sì                            |
| iMac G4                                  | No                            | No                                                        | No                            | Sì                            |
| iMac G4 (Febbraio 2003)                  | No                            | No                                                        | No                            | Parziale: solo con Classic    |
| iMac G4 (17" 1 GHz)                      | No                            | No                                                        | No                            | Parziale: solo con Classic    |
| iMac G4 (USB 2.0)                        | No                            | No                                                        | No                            | Parziale: solo con Classic    |
| iMac G5                                  | No                            | No                                                        | No                            | Parziale: solo con Classic    |
| iMac G5 (Ambient Light Sensor)           | No                            | No                                                        | No                            | Parziale: solo con Classic    |
| iMac G5 (iSight)                         | No                            | No                                                        | No                            | Parziale: solo con Classic    |
| eMac                                     | No                            | No                                                        | No                            | Sì                            |
| eMac (ATI Graphics CD-ROM drive)         | No                            | No                                                        | No                            | Sì: solo la versione dedicata |
| eMac (ATI Graphics Combo drive)          | No                            | No                                                        | No                            | Sì: solo la versione dedicata |
| eMac (ATI Graphics SuperDrive)           | No                            | No                                                        | No                            | Parziale: solo con Classic    |
| eMac (USB 2.0)                           | No                            | No                                                        | No                            | Parziale: solo con Classic    |
| eMac (2005)                              | No                            | No                                                        | No                            | Parziale: solo con Classic    |
| Power Mac G4 (PCI Graphics)              | Sì                            | Sì                                                        | Sì                            | Sì                            |
| Power Mac G4 (AGP Graphics)              | Sì                            | Sì                                                        | Sì                            | Sì                            |
| Power Mac G4 (Gigabit Ethernet)          | Sì: solo la versione dedicata | Sì                                                        | Sì                            | Sì                            |
| Power Mac G4 Cube                        | Sì: solo la versione dedicata | Sì                                                        | Sì                            | Sì                            |
| Power Mac G4 (Digital Audio)             | No                            | Sì: solo la versione dedicata                             | Sì                            | Sì                            |
| Power Mac G4 (QuickSilver)               | No                            | No                                                        | Sì                            | Sì                            |
| Power Mac G4 (QuickSilver 2002)          | No                            | No                                                        | No                            | Sì: solo la versione dedicata |
| Power Mac G4 (Mirrored Drive Doors)      | No                            | No                                                        | No                            | Sì: solo la versione dedicata |
| Power Mac G4 (FW 800)                    | No                            | No                                                        | No                            | Parziale: solo con Classic    |
| Power Mac G4 (Mirrored Drive Doors 2003) | No                            | No                                                        | No                            | Sì: solo la versione dedicata |
| Power Mac G5                             | No                            | No                                                        | No                            | Parziale: solo con Classic    |
| Power Mac G5 (Giugno 2004)               | No                            | No                                                        | No                            | Parziale: solo con Classic    |
| Power Mac G5 (Fine 2004)                 | No                            | No                                                        | No                            | Parziale: solo con Classic    |
| Power Mac G5 (Inizio 2005)               | No                            | No                                                        | No                            | Parziale: solo con Classic    |
| Power Mac G5 (Fine 2005)                 | No                            | No                                                        | No                            | Parziale: solo con Classic    |
| Mac Mini (G4)                            | No                            | No                                                        | No                            | Parziale: solo con Classic    |

## Retrocompatibilità
Apple ha celebrato la fine del ciclo di vita del software in occasione della Worldwide Developers Conference del 2002 svoltasi a San Jose in California, dove Steve Jobs ha inscenato un rito funebre con una copia di Mac OS 9 posizionata all'interno di una bara.
I nuovi Mac sono stati dotati di un abstraction layer che consente di eseguire sotto le nuove versioni di Mac OS X i software che richiedono Classic Mac OS: questo è reso possibile avviando proprio Mac OS 9 con un emulatore chiamato Classic. Esso si rivela particolarmente utile soprattutto sui Mac commercializzati dopo Mac OS X Cheetah che (a differenza dei meno recenti) non sono in grado di eseguire un dual boot con Mac OS 9, rendendo Classic l'unica soluzione per poter sfruttare i programmi non compatibili con le nuove edizioni dei sistemi operativi di Apple. Gli ultimi aggiornamenti di Mac OS 9 sono stati resi disponibili proprio per ottimizzarne il funzionamento sotto Classic e per sfruttare le API Carbon, allo scopo di garantirne la compatibilità con le nuove versioni, l'ultima versione è la 9.2.2 ed è stata pubblicata il 5 dicembre 2001.
Nel giugno 2005 Apple ha annunciato la transizione all'architettura x86, sviluppando Rosetta (incluso in Tiger, Leopard e Snow Leopard) che consente di continuare ad eseguire i software scritti per PowerPC anche su Intel, ma non quelli scritti per Classic Mac OS. Questi ultimi possono essere eseguiti solo mediante Classic, che però è presente solo sui PowerPC, rendendo Leopard l'ultimo sistema operativo in grado di eseguirli.
Tra le macchine virtuali PearPC non supporta Mac OS 9, mentre QEMU consente di emularlo sulla CPU PowerPC G4. SheepShaver è compatibile con Mac OS 9 ma solo fino alla versione 9.0.4.